# Duran Duran
Duran Duran là một ban nhạc pop/rock Anh được thành lập ở Birmingham năm 1978. Họ là ban nhạc thành công ở thập niên 1980 và dẫn đầu phong trào "British Invasion" thứ hai trên hệ thống MTV tại Hoa Kỳ. Từ thập niên 1980, họ có 14 đĩa đơn trong top 10 bảng xếp hạng đĩa đơn Anh và 21 đĩa trong Billboard Hot 100, theo Sunday Mercury, họ đã bán được hơn 120 triệu đĩa.
Cùng với Spandau Ballet, ban nhạc thường được xem là một phần quan trọng của kỷ nguyên New Romantic vào thời điểm mới xuất hiện, cho dù sau đó đã hủy bỏ hình tượng này. Ban nhạc cộng tác cùng nhiều nhà thiết kế thời trang để xây dựng hình ảnh nhạy bén và tao nhã. Ban nhạc từng giành hai giải Brit (trong đó có giải "Cống hiến âm nhạc nổi bật" vào năm 2004), 2 giải Grammy và giải Video âm nhạc của MTV "Thành tựu trọn đời". Họ còn giành được một ngôi sao tại Đại lộ danh vọng Hollywood.
Các video âm nhạc gây tranh cãi của nhóm trở nên thịnh hành vào đầu thập niên 1980 trên hệ thống kênh video âm nhạc MTV, với các nội dung khỏa thân và gợi ý về tình dục. Duran Duran là một trong số các ban nhạc đầu tiên có video âm nhạc được ghi hình bởi các đạo diễn chuyên nghiệp với máy quay phim 35mm. Vào năm 1984, ban nhạc là những nhà tiên phong đầu tiên trong công nghệ video tại các đêm diễn trực tiếp tại sân vận động, khi sử dụng màn hình video trên sân khấu để phục vụ cho các khán giả phía sau.
Ban nhạc được thành lập bởi keyboard Nick Rhodes và thành viên bass John Taylor, với sự tham gia của tay trống Roger Taylor, tay guitar Andy Taylor và ca sĩ Simon Le Bon sau nhiều lần thay đổi đội hình. Nhóm chưa bao giờ tan rã, nhưng các thành viên đã lần lượt được thay đổi, bao gồm tay guitar Warren Cuccurullo từ ban nhạc Missing Persons từ năm 1989 đến 2001 và tay trống Sterling Campbell từ năm 1989 đến 1991. Sự tái hợp của 5 thành viên gốc vào đầu thập niên 1990 tạo được nhiều tranh cãi trong cộng đồng người hâm mộ nhóm nhạc và giới truyền thông. Andy Taylor lần nữa rời nhóm nhạc vào giữa năm 2006 và Dom Brown là người đảm nhiệm vai trò guitar và thành viên lưu diễn từ đó.

## Thành viên

### Hiện tại
- Simon Le Bon – hát chính (1980–nay)
- Nick Rhodes – keyboard, hiệu ứng giọng (1978–nay)
- John Taylor – guitar bass, giọng nền (1979–1997, 2001–nayt), guitar (1978–1980)
- Roger Taylor – drums (1979–1986, 1994, 2001–nayt)

### Lưu diễn
(danh sách rút gọn)
- Dom Brown – guitar, giọng nền (2006–nay)
- Wes Wehmiller – guitar bass, giọng nền (1997–2001)
- Warren Cuccurullo – guitar, giọng nền (1986–1989)
- Steve Ferrone – trống (1987–1988)
- Sterling Campbell - trống(1989)

### Cựu thành viên
- Stephen Duffy – hát chính, trống (1978–1979); guitar bass (1978)
- Simon Colley – guitar bass (1978–1980)
- Andy Wickett – hát chính (1979–1980)
- Alan Curtis – guitar (1979–1980)
- Jeff Thomas – hát chính (1980)
- Andy Taylor – guitar, giọng nền (1980–1986, 2001–2006)
- Warren Cuccurullo – guitar, giọng nền (1989–2001)
- Sterling Campbell – trống (1989–1991)

## Danh sách đĩa nhạc
Studio albums
- Duran Duran (1981)
- Rio (1982)
- Seven and the Ragged Tiger (1983)
- Arena (1984)
- Notorious (1986)
- Big Thing (1988)
- Liberty (1990)
- Duran Duran (còn được gọi là 'The Wedding Album' từ ảnh bìa để tránh nhầm lẫn với album cùng tên đầu tay năm 1981) (1993)
- Thank You (1995)
- Medazzaland (1997)
- Pop Trash (2000)
- Astronaut (2004)
- Red Carpet Massacre (2007)
- All You Need Is Now (2010)
- Paper Gods (2015)
- Future Past (2021)